# Salomon Blumenau

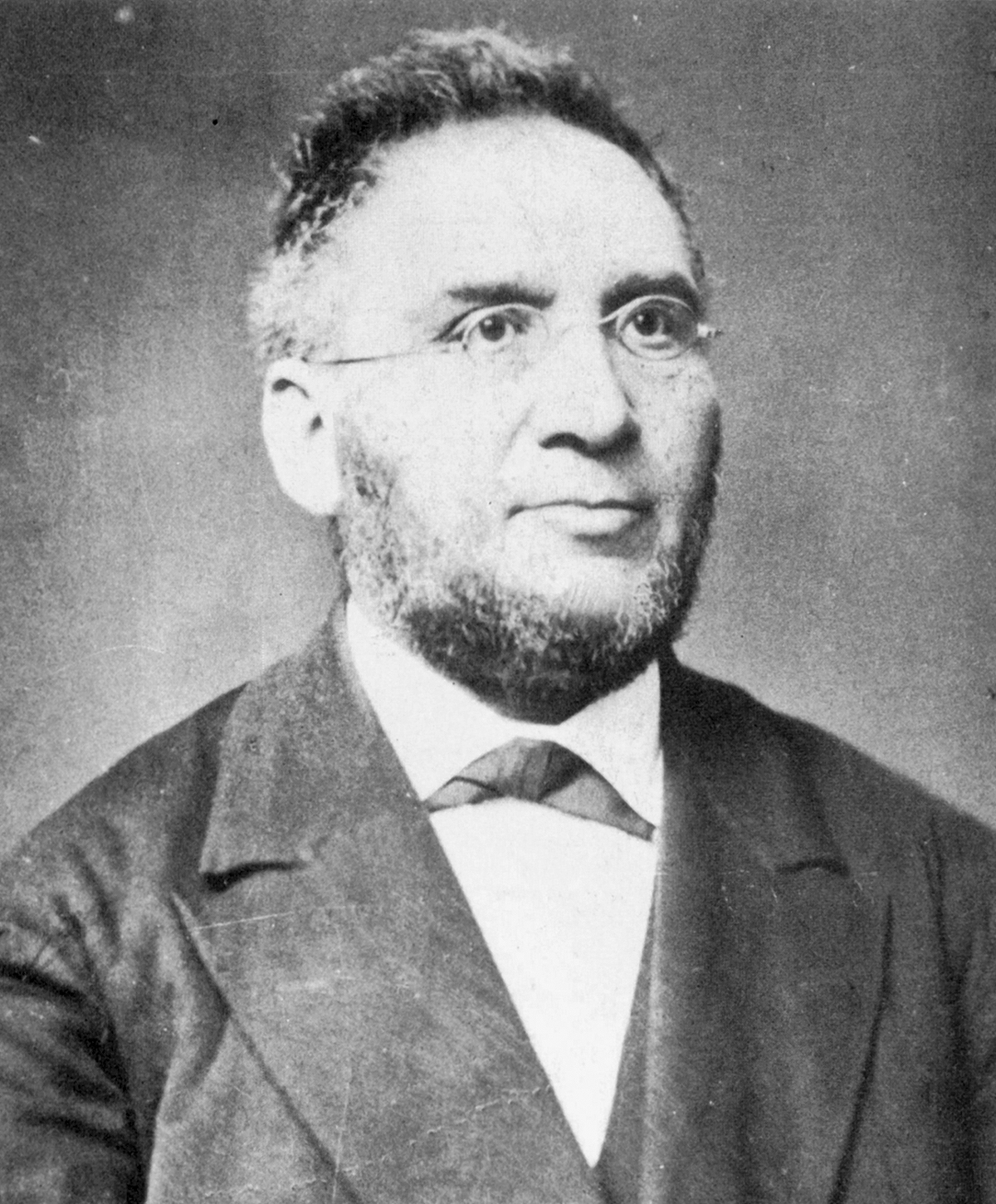
Salomon Blumenau: Preußischer Pädagoge und Rabbiner in Bielefeld

Salomon Blumenau (geboren 8. Juni 1825 in Bünde (Provinz Westfalen); gestorben 2. Januar 1904 in Hannover, auch bekannt unter dem anagrammatischen Pseudonym M. B. Leunau) war ein preußischer Pädagoge und Prediger des Reformjudentums. Blumenau gründete den Israelitischen Lehrerverein.

## Leben
Als Sohn einer westfälischen Viehhändlerfamilie jüdischen Glaubens in Bünde geboren, wurde Salomon Blumenau 1838 in Lübbecke eingeschult. An die Ausbildung durch den reformjüdischen Lehrer Heinemann Leeser schloss sich der Besuch der Marks-Haindorf-Stiftung in Münster an. Durch einen befreundeten Pastor in Elsof erhielt Blumenau den letzten Schliff, um 1846 das Lehrerexamen in Soest abzulegen. Danach war Salomon Blumenau für sechs Jahre Hauslehrer in Elsof. Der liberale Teil der Gemeinde zu Fritzlar rief Blumenau 1852 als Lehrer und Kantor zu sich. 1855 wurde dieser auf Betreiben der orthodoxen Juden Fritzlars, die einen entsprechenden Antrag an die hessische Verwaltung gesandt hatten, von Minister Ludwig Hassenpflug aus Hessen ausgewiesen. Blumenau zog daraufhin nach Bielefeld, wo er die Leitung der jüdischen Grundschule übernahm. Darüber hinaus predigte er in der Bielefelder Synagoge. Gemeinsam mit Dr. Emil Kronenberg aus Solingen und Prof. Dr. Lessmann aus Heidelberg begründete Blumenau den Israelitischen Lehrerverein, dessen Ehrenpräsident er später wurde.
In Bielefeld war der Freimaurer Blumenau wegen seiner liberal-freisinnigen Anschauung des Judentums als Prediger anfangs nicht unumstritten.
Trotz der Reformen, welche er einführte (wir glauben, daß Bielefeld die erste jüdische Gemeinde in Westfalen war, welche eine Orgel in der Synagoge hatte) schaffte er es auch, den konservativen Teil mit echtem Gottesgeist zu erfüllen. [...] Übrigens waren die Neuerungen, die er im Gottesdienst einführte, nicht so groß, daß der Name der Bielefelder Gemeinde als Schreckgespenst hätte dienen dürfen. Sie eilten nur der Zeit voraus und erstreckten sich nicht weiter, als heute der Gottesdienst auch in gemäßigt liberalem Sinne überall üblich ist. Es fand keine Ausschaltung hebräischer Gebete statt, nur wurden einige wenige, welche sich durch besondere Schönheit und Gefühlswärme auszeichneten, in deutsch vorgetragen. Dazu ein Choralgesang vor und nach der Predigt [...] das war so ziemlich alles, was als neu angesprochen werden konnte. Es gab keinen bezahlten Chor, sondern die ganze Geimeinde beteiligte sich am Gesang. Nur zu den großen Feiertagen trat ein freiwilliger Chor Gesangskundiger zusammen; welche dann [...] die gottesdienstliche Handlung auf eine große Höhe brachten.
Nach der Auflösung der jüdischen Elementarschule in Bielefeld wirkte er als Religionslehrer an mehreren höheren Schulen. An diesen erreichte er die Durchsetzung des Fachs Religion als Prüfungsfach im Abitur. 1889 wurde Salomon Blumenau pensioniert. Seinen Lebensabend verbrachte er in Kassel, Hameln und Hannover. Noch in hohem Alter fungierte er als Delegierter des Israelitischen Gemeindebundes in Berlin.

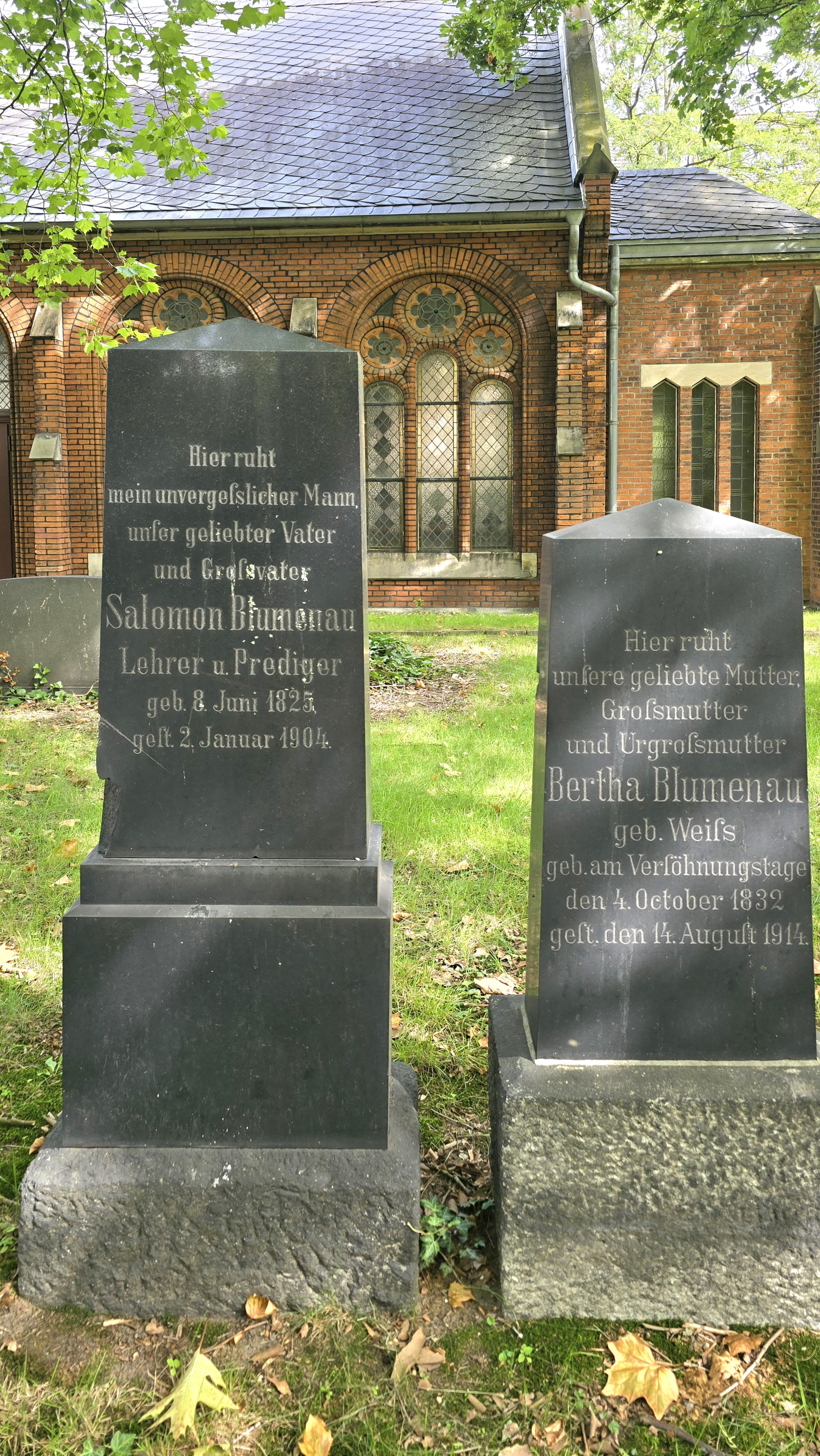
Obelisken an den Gräbern von Salomon und Bertha Blumenau
auf dem Jüdischen Friedhof An der Strangriede

Salomon Blumenau und seine Ehefrau Bertha, geborene Weiß, wurden auf dem Jüdischen Friedhof An der Strangriede in Hannover beigesetzt.

## Werke (Auswahl)
- Markus Edler, Salomon Blumenau: Zwei Reden zur Einweihung der neuen Synagoge in Minden am 24. März 1865 (26. Adar 5625) und beim ersten Hauptgottesdienst in derselben am 25. März. Minden 1865 Digitalisat Google Books
- Den Schwestern Heil! Reden und Dichtungen maurerischen Inhalts, im Bruderkreise vorgetragen und für Schwesternhand ausgewählt (Selbstvlg. des Verf. und in Commission bei J. G. Findel, Leipzig 1873. VIII, 96 S.) Digitalisat ULB Münster
- Über die fremden Eindringlinge in unserer Sprache
- Aben Esra. Schauspiel in drei Aufzügen. Detmold 1875 [Pseudonym M. B. Leunau] Digitalisat Google Books
- Gott und der Mensch (Im Selbstverlage des Verfassers. VII, 272 S., Bielefeld 1829) Digitalisat Google Books
- Zur Orientirung in der Freimaurer-Frage: In Briefen an einen Freund (Herausgegeben von der Freimaurerloge "Humboldt", Budapest 1878) Digitalisat MDZ München
- Welches ist der religiöse Gedanke in der Freimaurerei? (Nachdr. in: Allg. Handbuch der Freimaurerei. 3. Aufl. I, 1900, S. 111, Hamburg 1881)
- Schillergarten. Eine systematisch geordnete Blumenlese aus Schillers sämmtlichen Werken. Dortmund: W. Crüwell 1879. XI, 124 S. [unter Pseudonym: M.B. Leunau] Digitalisat Google Books
- Lessing-Perlen. Eine systematisch geordnete Blumenlese aus Lessings sämmtlichen Werken. Bielefeld: Helmich 1887. VIl, 49 S.; weitere Aufl. 1889
- Israelitisches Gesangbuch für die Synagoge und die Religionsschule. 2. Aufl. Bielefeld: Selbstverlag 1888. (6), 111 S.; weitere Aufl. 1909; überarb. Neuaufl.: Bielefeld. Digitalisat UB Frankfurt a. Main
- Synagogen-Gemeinde Gesangbuch fuer Synagoge und Schule; unter Zugrundelegung des Blumenauschen Gesangbuches. zusammengestellt und hg. im Auftrage der Synagogen-Gemeinde Bielefeld. Bielefeld: Druck: C. Brockmann 1907. 140 S. (LBI New York)
- Melodien zu Blumenaus »Israelitischem Gesangbuch«. Bielefeld [Frankfurt/M.: Kaufmann] 1879 (?); 1888; 1890. Digitalisat UB Frankfurt a. Main